# Sangis
Sangis ist ein Ort (tätort) in der schwedischen Provinz Norrbottens län, in der historischen Provinz (landskap) Norrbotten.
Sangis gehört zur Gemeinde Kalix und innerhalb dieser seit 1. Januar 2016 zum Distrikt Nederkalix, benannt nach dem Kirchspiel (socken), das diesen Namen seit 1644 trägt. Es liegt knapp 70 km Luftlinie nordöstlich der Provinzhauptstadt Luleå und 15 km östlich von Kalix am rechten Ufer des Flusses Sangisälven, wenig oberhalb seiner Mündung in die Bucht Sangisfjärden der Bottenwiek der Ostsee.
Durch den Ort führt die Europastraße 4 (Europaväg 4). Westlich zweigt die Provinzstraße Länsväg 398 ab, die zunächst dem Sangisälven nach Norden folgt und schließlich bei Hedenäset südlich von Övertorneå den entlang der finnischen Grenze verlaufenden Riksväg 99 erreicht.
Die Holzkirche von Sangis wurde 1915 errichtet und in den 1950er-Jahren umgebaut. Drei Kilometer südwestlich des Ortes befindet sich unweit der Europastraße der Sangishögen, ein Hügelgrab aus der Wikingerzeit.

## Persönlichkeiten
- Birgit Nordin (1934–2022), Opernsängerin